# NSB El 11
Die El 11 ist eine Elektrolokomotive der Norges Statsbaner (NSB).
Die Baureihe wurde in zwei Serien gebaut und basiert auf Entwürfen der SLM (Drehgestell) und BBC (elektrische Steuerung). Die Serie 11a entstand in der Zeit zwischen 1951 und 1956, die Serie El 11b wurde 1963 und 1964 gebaut. Optisch unterscheiden sich die beiden Serien durch die Frontscheiben, die bei 11a vierteilig und bei 11b zweiteilig sind. Die Serie 11b besitzt zudem die gleiche elektrische Ausrüstung wie die El 13 sowie Vielfachsteuerung. Zudem erhielten 11 2083 und 2090 nach Unfällen die zweigeteilten Frontscheiben.

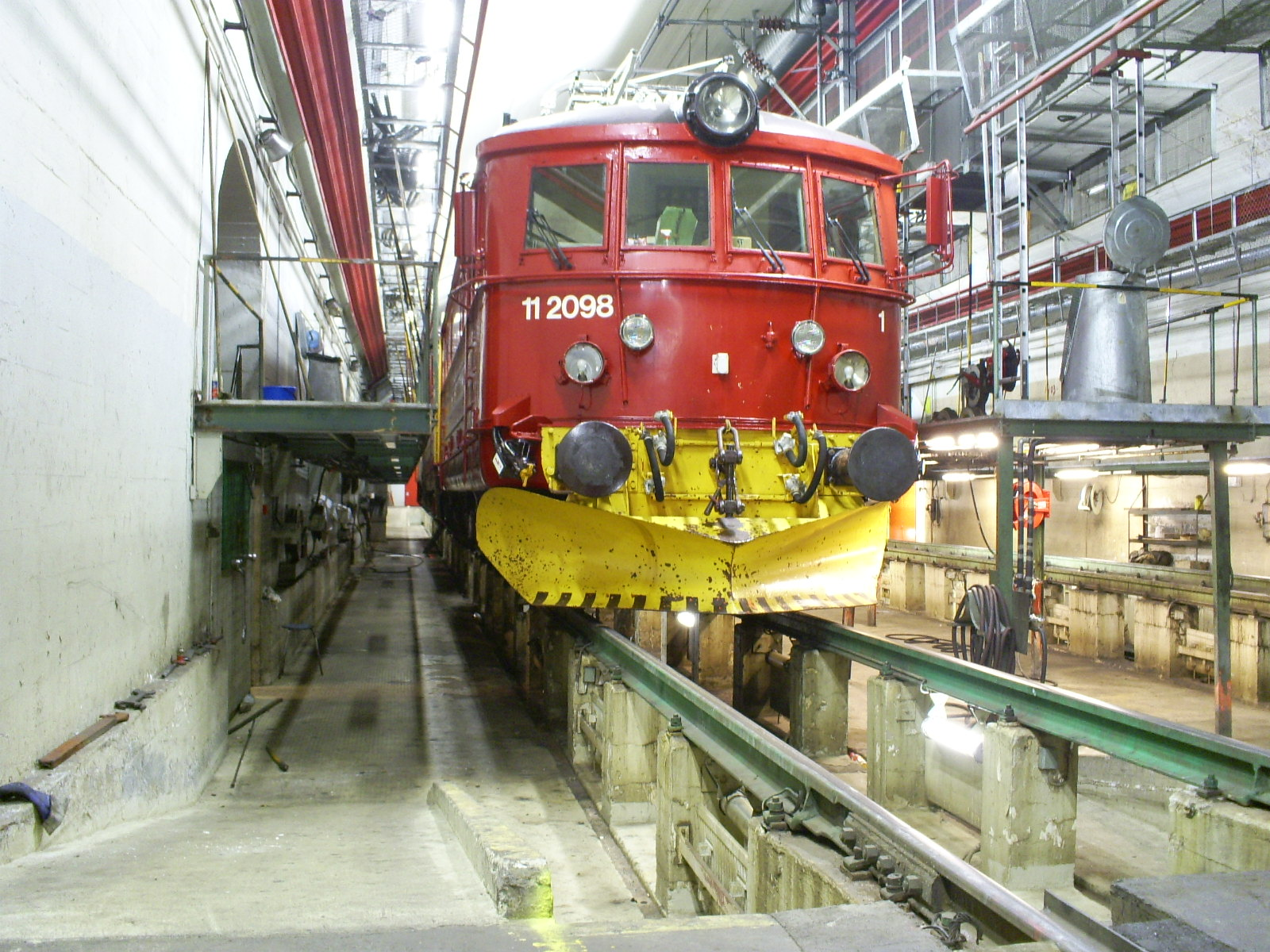
El 11 der ersten Bauserie, die 11 2107

## Einsatzgebiet
Sie wurde als Universallokomotive gebaut und sowohl vor Personen- als auch vor Güterzügen eingesetzt.
Die 11 2092, 2098 und 2110 wurden 1982–83 für den Einsatz auf der Flåmsbana mit einer geänderten Übersetzung versehen, damit sie bei 30 km/h die beste Leistung erbringen konnten. Der Motor wurde auch verbessert, damit er die Bremsstromstärke von 1000 A über längere Zeit aushalten konnte, zusätzlich wurden Magnetschienenbremsen eingebaut.

## Ausmusterungen
Als erste El 11 wurde die 11 2150 nach einer Kollision am 2. Dezember 1970 in Oslo Østbanestasjonen noch im selben Jahr stillgelegt. Ebenfalls infolge von Unfällen traf es 11 2083 und 2090. Zwischen 1994 und 1998 wurden die verbliebenen El 11 ausgemustert.
Die drei Lokomotiven für die Flåmsbahn wurden 1996 durch die El 17 ersetzt.
Erhalten sind (2011):
- 11 2078, im Besitz des Norsk Jernbanemuseum in Hamar
- 11 2085, im Besitz des Norsk Jernbaneklubb NJK
- 11 2098, im Besitz des Norsk Jernbaneklubb NJK
- 11 2107, im Besitz des Norsk Jernbanemuseum